# Eleição municipal de Ribeirão Preto em 2012
As eleições municipais para decidir o cargo do poder executivo e legislativo (de prefeito e vereador) na cidade de Ribeirão Preto, ocorrera no dia 7 de outubro do mesmo ano, e decidira quem assumiu no dia 1 de janeiro de 2013, sendo que aproximademente 390.000 eleitores foram às urnas. Caso o primeiro colocado não consiguisse atingir os 50% de votos válidos, seria feito um Segundo Turno, com o dia 28 de Outubro, sendo o dia para que a eleição seja decidida.
A atual prefeita, Darcy Vera, também disputou a reeleição.

## Candidatos
| Nº | Candidato                       | Partido | Vice                                            | Nome na Legenda | Coligação |
| -- | ------------------------------- | ------- | ----------------------------------------------- | --------------- | --- |
| 45 | Antônio Duarte Nogueira Júnior  | PSDB    | Gilberto Abreu (PV)                             | Nogueira        | PSDB, PV, DEM, PMN, PTC ''Ribeirão Cidadã, Verde e Criativa''                                                        |
| 55 | Darcy da Silva Vera             | PSD     | Marinho Sampaio (PMDB)                          | Darcy           | PSD, PMDB, PP, PSB, PHS, PRB, PSDC, PSD, PRTB, PSL, PSC, PR, PDT, PTN, PC do B, PRP "Para Ribeirão Seguir em Frente" |
| 50 | Emilson Antônio Martines Roveri | PSOL    | Tadeu Severino, Aristides (PSOL)                | Roveri          | PSOL, PCB "Ribeirão Além do Possível"                                                                                |
| 70 | Fernando Chiarelli              | PT do B | Jorginho Rosa Chiarelli (PT do B)               | Chiarelli       | PT do B |
| 13 | João Agnaldo Donisetti Gandini  | PT      | Gilberto Maggioni (PTB), Márcia Marigheti (PDT) | Gandini         | PT, PTB "Inova Ribeirão"                                                                                             |
| 16 | Mauro da Silva Inácio           | PSTU    | André Prado (PSTU)                              | Mauro Inácio    | PSTU |

## Renúncias
| Nome                      | Partido | Número | Candidatura renunciada |
| ------------------------- | ------- | ------ | ---------------------- |
| Gilberto Maggioni         | PTB     | 14     | Prefeitura             |
| Valdemar Corauci Sobrinho | PSB     | 40     | Prefeitura             |

## Resultados

### Resultados do 1º turno[3]
| Candidato                                         | Partido | Porcentagem de votos válidos (%) | Número de votos |
| ------------------------------------------------- | ------- | -------------------------------- | --------------- |
| Dárcy da Silva Vera                               | PSD     | 43,64                            | 140.446         |
| Antônio Duarte Nogueira Júnior                    | PSDB    | 30,38                            | 90.076          |
| João Agnaldo Donisseti Gandini                    | PT      | 15,06                            | 45.655          |
| Fernando Chiarelli                                | PT do B | 5,56                             | 16.843          |
| Emilson Antônio Martines Roveri                   | PSOL    | 1,67                             | 5.049           |
| Mauro da Silva Inácio                             | PSTU    | 0,99                             | 3.001           |
| Votos válidos (em relação ao número de eleitores) | -       | 80,29                            | 301.070         |

| Outras manifestações eleitorais políticas | Porcentagem de manifestações (%) | Número de eleitores que a fizeram |
| Votos Brancos                             | 3,36                             | 11.317                            |
| Votos Nulos                               | 6,65                             | 22.393                            |
| Total de Abstenções                       | 19,71                            | 82.655                            |

### Resultados do segundo turno
| Candidato                      | Partido | Porcentagem de votos válidos (%) | Número de votos |
| ------------------------------ | ------- | -------------------------------- | --------------- |
| Dárcy da Silva Vera            | PSD     | 51,97                            | 155.265         |
| Antônio Duarte Nogueira Júnior | PSDB    | 48,03                            | 143.516         |

| Outras manifestações eleitorais políticas | Porcentagem de manifestações (%) | Número de votos |
| Votos Brancos                             | 2,46                             | 2.031           |
| Votos Nulos                               | 2,14                             | 20.062          |

### Câmara municipal
Vereadores eleitos pra 16ª Legislatura.
| Nome do eleito         | Quantidade de votos | Partido |
| ---------------------- | ------------------- | ------- |
| Ricardo Silva          | 9.146               | PDT     |
| Léo Oliveira           | 9.041               | PMDB    |
| Samuel Zanferdini      | 8.101               | PMDB    |
| Maurílio Romano        | 6.361               | PP      |
| Giló                   | 6.050               | PR      |
| Maurício Gasparini     | 5.874               | PSDB    |
| Walter Gomes           | 5.575               | PR      |
| Marcos Papa            | 4.941               | PV      |
| Bebé                   | 4.331               | PSD     |
| Gláucia Berenice       | 4.290               | PSDB    |
| Cícero Gomes           | 4.141               | PMDB    |
| Caplela Novas          | 3824                | PSD     |
| Walder Villela         | 3821                | PSD     |
| André                  | 3812                | PC do B |
| Pastor Saulo Rodrigues | 3.751               | PRB     |
| Bertinho Scandiuzzi    | 3.585               | PSDB    |
| Genivaldo Gomes        | 3.446               | PSD     |
| Paulo Modas            | 3.349               | PR      |
| Dr. Jorge Parada       | 3.324               | PT      |
| Beto Cangussu          | 2.431               | PT      |
| Rodrigo                | 2.373               | PP      |
| Viviane Alexandre      | 2.094               | PSD     |